# آنتیوخوس نهم

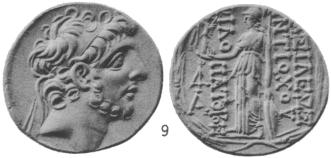
سکهٔ آنتیوخوس نهم، پشت سکه تصویری از آتنا دیده می‌شود و به یونانی چنین شده‌است:ΒΑΣΙΛΕΩΣ ΑΝΤΙΟΧΟΥ ΦΙΛΟΠΑΤΟΡΟΣ (شاه آنتیوخوس فیلوپاتروس)

آنتیوخوس نهم (مرگ ۹۶ (پیش از میلاد))پادشاه سلوکی بود. او پسر آنتیوخوس هفتم و کلئوپاترا تئا بود. در ۱۲۹ که پدرش در ایران کشته شد دیمتریوس دوم عمویش بر سر کار بازگشت. در این زمان مادرش او را به کوزیکوس در بسفر فرستاد و از این رو بدو لقب کوزیکنوس (=کوزیکوسی) دادند. در ۱۱۶ او به سوریه بازگشت و از برادر ناتنی‌اش آنتیوخوس هشتم تاج و تخت سلوکی را ادعا نمود. اینچنین سوریه میان این دو به دو پاره‌شد. در ۹۶ پیش از زایش مسیح در میدان جنگ آنتیوخوس نهم به دست پسر آنتیوخوس هشتم-سلوکوس ششم- کشته‌شد.